# Riso imbragato
Il riso imbragato (in romagnolo Ris imbraghê) detto anche minestra imbragata (mnestra imbragheda) è un primo piatto tipico della Romagna a base di brodo di carne, riso, uova e formaggio grattugiato. Si tratta di un piatto povero, tipico della tradizione contadina, consumato principalmente in inverno. È impropriamente detto anche risotto imbragato: la denominazione "risotto" non è corretta, poiché in questo caso i chicchi di riso durante la cottura vengono lessati e non mantecati.

## Preparazione
Viene preparato un brodo di carne facendo bollire per almeno 4 ore ossa di maiale, e si filtra per eliminare i grassi. Dopo aver riportato il brodo sul fuoco, al momento dell'ebollizione si versa il riso portandolo a cottura. In una ciotola viene sbattuto un uovo con del parmigiano grattugiato, e lo si versa nella pentola, rimestando velocemente perché non si formino grumi. Si aggiunge un po' di burro e un pizzico di noce moscata e si serve caldo. 